# Martin Halčin
Martin Halčin (Košice, 22 de mayo de 1991) es un deportista eslovaco que compite en piragüismo en la modalidad de eslalon. Ganó dos medallas de plata en el Campeonato Mundial de Piragüismo en Eslalon en los años 2015 y 2021, ambas en la prueba de K1 por equipos.

## Palmarés internacional
| Campeonato Mundial | Campeonato Mundial      | Campeonato Mundial | Campeonato Mundial |
| Año                | Lugar                   | Medalla            | Competición        |
| ------------------ | ----------------------- | ------------------ | ------------------ |
| 2015               | Londres (Reino Unido)   | Medalla de plata   | K1 por equipos     |
| 2021               | Bratislava (Eslovaquia) | Medalla de plata   | K1 por equipos     |